# المو زوموالت
المو زوموالت (انگلیسی: Elmo Zumwalt; ۲۹ نوامبر ۱۹۲۰ – ۲ ژانویهٔ ۲۰۰۰) ادمیرال نیروی دریایی ایالات متحده آمریکا بود، که در فاصله سال‌های ۱۹۷۰ تا ۱۹۷۴ به‌عنوان نوزدهمین فرمانده عملیات نیروی دریایی آمریکا فعالیت می‌کرد.
زوموالت فعالیت نظامی را از سال ۱۹۴۲ در نیروی دریایی آمریکا آغاز کرد، از ۱۹۵۰ تا ۱۹۵۱ فرماندهی یواس‌اس تیلز را برعهده داشت، از ۱۹۵۱ تا ۱۹۵۲ فرمانده یواس‌اس ویسکانسین بود، از ۱۹۶۶ تا ۱۹۶۸ به‌عنوان فرمانده ناوگروه ۷ رزم‌ناو-ناوشکن فعالیت می‌کرد و از ۱۹۶۸ تا ۱۹۷۰ فرماندهی نیروی دریایی ویتنام را برعهده داشت. وی در جنگ جهانی دوم، جنگ کره و جنگ ویتنام حضور داشت و در سال ۱۹۷۴ پس از ۳۲ سال خدمت از نیروهای مسلح آمریکا بازنشسته شد.